# Ragazza distesa
Ragazza distesa o Odalisca bionda (in francese Jeune fille allongée, Jeune fille couchée o L'Odalisque blonde)  è un soggetto dipinto più volte tra il 1751 e il 1752 dal pittore francese François Boucher. Una tela - risalente al 1751 - è conservata al Wallraf-Richartz Museum di Colonia; una seconda tela, del 1752, è invece conservata nella Alte Pinakothek di Monaco di Baviera. Di questa tela esistono numerose copie, tutte di mano di Boucher.
Le tele appartengono al genere delle odalische e della scena galante.

## Rappresentazione
Il dipinto della Ragazza distesa è stato più volte considerato il nudo più maliziosamente erotico di tutta la pittura rococò francese. La tela raffigura una ragazza nuda sdraiata su un divano in una stanza fastosamente arredata.
La ragazza è rappresentata riversa sul ventre con il busto leggermente rialzato, appoggiata sul reclivio sinistro del sofà. Il forte erotismo del quadro è senz'altro sottolineato dalla postura della ragazza. Le gambe sono divaricate, essendo messe in evidenza le sue curve femminili; il volto è raffigurato in un'espressione rapita, come se stesse osservando una scena che attira completamente la sua attenzione. Il suo sguardo rapito, il fatto che la scena che la distrae non viene mostrata allo spettatore, non fa altro che accentuare la componente erotica del dipinto, lasciando spaziare la mente dello spettatore sui motivi di tanta attenzione.

### Lo sfondo
Nella versione del 1751 si può scorgere, in basso a sinistra, un libro aperto, segno che non si tratta di una donna comune, una prostituta da quattro soldi (con la quale è stata spesso confusa), ma che si tratta di un personaggio di spicco, dotato di una discreta cultura. Il libro aperto, inoltre, potrebbe essere considerato, dato che ci troviamo in piena età illuministica, il simbolo della razionalità e della consapevolezza della donna, qualità che la fanno sembrare ancora più misteriosa e attraente. La ragazza è con ogni probabilità Marie-Louise O'Murphy, che fu per tre anni amante di Luigi XV. 
Nella parte inferiore centrale del dipinto sono inoltre dipinte due rose rosse cadute.
La versione del 1752 ha invece una piccola scatola dorata con un leone in cima al posto del libro nella versione di Colonia. Questo dipinto ha anche un fiore diverso sul pavimento in una posizione completamente diversa. Il fiore sembrerebbe una rosa bianca nascosto sotto il letto ed è a sinistra. 
Altre lievi differenze si possono notare nella rappresentazione dei cuscini a terra (nella versione di Colonia sono coperti da un’ombra, mentre in quella di Monaco sono più visibili perché alla luce) e nella boiserie della parete (nella prima versione è decorata con rettangoli, mentre nella seconda ci sono anche figure ovali).

### I colori
L’Odalisque blonde è piena di colori pastello tenui e provocanti come rosa, gialli e blu (i colori pastello sono i prediletti dello stile rococò). Le diverse sfumature di giallo in tutto il pezzo creano un tono sereno che accentua il corpo nudo rosato della ragazza. 
Nella versione nel 1751 i colori sono più caldi, accesi e pieni di vitalità, mentre nella versione del 1752 più freddi e tenui.

## L'Odalisca bruna
Precursore dell’Odalisque blonde è l’Odalisca bruna, dipinto di Boucher del 1745. 
Il dipinto rappresenta una giovane donna, la moglie del pittore, distesa a pancia in giù tra stoffe vellutate e cuscini, coperta solo da un leggero tessuto, una camicia, che le attraversa il corpo. Invece di rivolgere lo sguardo all’esterno, verso un soggetto indefinito, come nell’Odalisca bionda, questa volta la donna guarda direttamente verso lo spettatore: lo sguardo rivela un atteggiamento ambiguo tra un imbarazzo per la presenza dello spettatore e un invito a raggiungerla.
Ritroviamo in questo dipinto del 1745 l’elemento della scatolina (che parrebbe di porcellana con intarsi dorati), che poi ritornerà nel dipinto del 1752 come una scatola di metallo tutta dorata. La porcellana poggia su un tavolino, su cui sembra incisa la firma del pittore. Vicino sul tavolino c’è un portagioie, mentre il pavimento è ricoperto da un tappeto.